# Роллинс, Джеймс
Джеймс Роллинс (англ. James Rollins) — один из псевдонимов американского писателя Джеймса Пола Чайковски (англ. James Paul Czajkowski; род. 20 августа 1961 года), под которым он выпускает романы в жанре приключенческого триллера. Второй псевдоним писателя — Джеймс Клеменс (англ. James Clemens) используется им для создания книг в стиле фэнтези.

## Биография
Джеймс родился в Чикаго, США в многодетной семье (у Джима 3 брата и 3 сестры). В 1985 году он получил докторскую степень по ветеринарной медицине Университета Миссури. После переезда в Калифорнию Джеймс открыл собственную ветеринарную клинику, которой руководил в течение 10 лет.
Писательскую деятельность Джеймс начал ещё в 1995 году. Свой первый роман «Пещера» он написал, ещё работая в ветеринарной клинике. Джеймс долго искал издательство, которое бы опубликовало его роман, но нашёл только в 1996 году, однако издан он был лишь спустя 3 года. За время ожидания публикации, Джеймс решил переключиться на жанр фэнтези, и в 1998 году вышло первое произведение из цикла «Проклятые и изгнанные» — «Огонь ведьмы» под псевдонимом Джеймс Клеменс. Не сумев совмещать управление клиникой и писательскую деятельность, Джеймс продает бизнес и начинает писать новые романы.
Джеймс увлекается дайвингом и спелеологией, что помогает ему в написании его произведений, действие большинства из которых происходит под водой или под землей.
В 2007 году Джеймс был нанят для написания книжной версии фильма об Индиане Джонсе — «Индиана Джонс и Королевство хрустального черепа».

### Под псевдонимом Джеймс Роллинс
- Пещера (1999)
- Пирамида (2000)
- Бездна (2001)
- Амазония (2002)
- Айсберг (2003)
- Индиана Джонс и Королевство хрустального черепа (2008)
- Алтарь Эдема (2009)

#### Цикл «Отряд „Сигма“»
- Песчаный дьявол / Sandstorm (2004)
- Кости волхвов / Map of Bones (2005)
- Чёрный орден / Black Order (2006)
- Печать Иуды / The Judas Strain (2007)
- Последний Оракул / The Last Oracle (2008)
- Ключ судного дня / The Doomsday Key (2009)
- Тропа мертвых / The Skeleton Key (2011) — рассказ
- Дьявольская колония / The Devil Colony (2011)
- Линия крови / Bloodline (2012)
- Глаз Бога / The Eye of God (2013)
- Шестое вымирание / The Sixth Extinction (2014)
- Костяной лабиринт / The Bone Labyrinth (2015)
- Седьмая казнь / The Seventh Plague (2016)
- Венец демона / The Demon Crown (2017)
- Пекло / Crucible (2019)
- Последняя Одиссея / The Last Odyssey (2020)
- Царство костей / Kingdom of Bones (2022)
- Волна огня / Tides of Fire (2023)
- Архангел / Archangel (2024)

#### Цикл «Орден Сангвинистов»
(в соавторстве с Ребеккой Кантрелл)
- Город крика (2012) — рассказ
- Кровавое евангелие (2013)
- Кровные братья (2013) — рассказ
- Невинные (2013)
- Кровь Люцифера (2015)

#### Цикл «Такер Уэйн»
(в соавторстве с Грантом Блэквудом)
- Ночная охота / Tracker (2012) — рассказ
- Убийцы смерти / The Kill Switch (2014)
- Ястребы войны / War Hawk (2016)

### Под псевдонимом Джеймс Клеменс

#### Цикл «Проклятые и изгнанные»
- Огонь ведьмы (1998)
- Буря ведьмы (1999)
- Война ведьмы (2000)
- Врата ведьмы (2001)
- Звезда ведьмы (2002)

#### Цикл «Хроники убийцы Богов»
- И пала тьма (2005)
- Дар сгоревшего Бога (2006)

#### Цикл «Джейк Рэнсом»
- Джейк Рэнсом и Король Черепов (2009)
- Джейк Рэнсом и воющий сфинкс (2010)